# Sistema de Boleta Única Electrónica
El Sistema de Boleta Única Electrónica es un sistema de voto electrónico que se utiliza en elecciones de la provincia de Salta en la República Argentina desde 2009, por iniciativa del entonces Gobernador Juan Manuel Urtubey. El sistema salteño, desarrollado por la empresa Magic Software Argentina, fue luego utilizado en las elecciones del 2014 en Ecuador y en 2015 en las elecciones a Jefe de Gobierno de ciudad autónoma de Buenos Aires y en 2017 se utilizó en las elecciones primarias de la provincia del Chaco.
Este sistema se nutre de computadoras para facilitar el acto electivo (tanto la impresión y grabación de los datos en la boleta electrónica como en el recuento de votos),  ya que ésta se guarda en las boletas, tanto de forma impresa como en un chip que éstas contienen, en el momento del escrutinio se lee la información del chip y si este no es accesible se considera "Voto no leído por motivos técnicos".
Si bien tanto los promotores del sistema como los gobiernos que lo adquirieron afirman que no debe ser confundido con el voto electrónico, para distintos críticos el sistema de votación sí constituye un sistema de voto electrónico debido a que se requiere la utilización de computadoras:
- El argumento de los que afirman que esto no es así es que las computadoras utilizadas no funcionan como urna electrónica, y la validez del acto se funda en las boletas, que contienen el voto impreso para el control del elector. El acto en todo momento es transparente y puede ser controlado por una persona sin conocimientos específicos.[3]
- Mientras que quienes sí lo consideran como un sistema de voto electrónico manifiestan que aunque no consiste en un sistema de registro directo, al utilizar computadoras entra dentro de la categoría de voto electrónico. A su vez critican el cambio de nombre aludiendo a una estrategia legal[4] y afirman que la propia empresa fabricante del sistema y el propio gobierno lo denominaron voto electrónico.[5][6]

También debe destacarse el hecho de que la patente obtenida por la empresa para este sistema lleva el título de "Método de voto electrónico", y toda la publicidad de la misma anterior a enero de 2015 hacía alusión al sistema como "voto electrónico" (incluso las boletas llevaban esta leyenda).
En las ocho elecciones que se utilizó en la Provincia de Salta, no se ha encontrado diferencia alguna entre el escrutinio provisorio (recuento de chips) y el escrutinio definitivo[cita requerida]. Se ha dicho[cita requerida] que este sistema, especialmente desarrollado para Argentina, evita los casos típicos de fraude electoral, facilita la fiscalización, da mayor rapidez y transparencia al acto electivo,  beneficia a los partidos minoritarios y da rapidez al recuento de votos, pudiéndose realizar en pocas horas.

## Descripción[10][11][12][13]

### Acto eleccionario
- El votante se acerca a la mesa de votación donde está empadronado, y recibe, de la autoridad de mesa una boleta electrónica con chip RFID. La misma tiene impresa en uno de sus extremos un código único con un troquel en el medio. El mismo se corta frente al votante para evitar un cambio de boleta.

- El votante inserta la boleta en la computadora de votación. La boleta siempre está, en parte a la vista del votante.

- En la computadora aparecen las opciones a votar, las cuales el votante selecciona. También puede seleccionar votar en blanco. Si el votante tiene alguna discapacidad visual, se puede votar con auriculares que guían el voto.

- Una vez elegida la opción, se imprime el voto en la boleta y se guarda el voto en el chip RFID que tiene la boleta. El votante puede y debe verificar que su voto haya sido correctamente impreso, y luego, pasa el chip por un lector que tiene la computadora, para verificar que haya sido bien guardado. Si luego de emitido el voto, el elector se arrepintiere, puede romper la boleta.

- Una vez emitido y verificado el voto deseado por el elector, la autoridad de mesa verifica que la boleta no haya sido reemplazada por otra mirando el troquel, y se inserta la boleta en la urna.

- Es necesario aclarar que las opciones de candidatos que aparecen en la pantalla cambian de lugar cada vez que cambia el elector. Esto obedece a dos motivos: 1) Para que no se sepa a quién votó el elector viendo en dónde presionó en la pantalla; 2) Para no favorecer naturalmente al candidato ubicado en la parte superior derecha.

### Autoridades de mesa y recuento de votos
Las autoridades de mesa son las encargadas de instalar en las computadoras previo a la elección, un CD o DVD que les otorga previamente el Tribunal Electoral que contiene las listas de los candidatos a seleccionar. Una vez finalizada la elección, realizan un escrutinio provisorio en la mesa utilizando los chips de las boletas electrónicas.
Este procedimiento genera un mayor conocimiento de fiscales y ciudadanos[cita requerida] lo cual genera críticas por parte de expertos en informática dado que consideran reduce el procedimiento de auditoría de la elección a una élite.

#### Escrutinio provisorio
Para iniciar este escrutinio, las autoridades de mesa, en presencia de los fiscales, realizan en una de las computadoras el acta de cierre de mesa. La realización de esta acta, con una boleta con un chip especial, dispone a la computadora en “modo conteo”. 
Es necesario aclarar que se puede utilizar cualquier computadora, ya sea la que se utilizó en la mesa,  o de cualquier otra mesa, ya que, al tener un sistema de memoria no volátil las mismas no guardan información.
Una vez en sistema de conteo, se pasan una a una las boletas por el lector, y la computadora va contando los votos en los chips. Los fiscales pueden comprobar que los votos que cuenta la computadora con los chips, coincidan con lo que está impreso en las mismas boletas.
Terminado el conteo en la mesa, se imprime una boleta con un código QR que se transmite desde otra terminal a la central de conteo.
Este escrutinio termina en alrededor de 2 horas.

#### Escrutinio definitivo
Una vez finalizado el conteo provisorio, el Tribunal Electoral es el encargado de realizar el escrutinio definitivo de los votos. Este escrutinio consiste en un conteo manual de las boletas de papel en presencia de los fiscales partidarios. Primero, se realiza sobre un 5% de las mesas, que tarda alrededor de 24 horas, se publican los resultados, y posteriormente sobre el 95% restante, que dura alrededor de una semana y sirve para garantizar la transparencia y seguridad del conteo electrónico.
En las ocho elecciones realizadas en la Provincia de Salta, el margen de error entre el escrutinio provisorio y el definitivo ha sido de 0%, en contraposición de los resultados en CABA los cuales mostraron un número de "votos no leídos por fallas técnicas" mayor a ese porcentaje.

## Argumentos a favor de su implementación
El sistema de Boleta Única Electrónica presenta determinada prestaciones según su fabricante y los gobiernos que lo han adoptado manifestando que son derivados del sistema tradicional de sufragio, combinados con soporte tecnológico.
Entre los mismos se encuentran:
- Voto secreto: las máquinas no guardan ningún tipo de información, por lo tanto cumple con los mismos requisitos que el voto tradicional.[21]

- Verificación del voto por parte del elector: el elector verifica que el voto emitido sea el que seleccionó, tanto física como electrónicamente, pasando el chip por el lector. De no serlo, tiene el deber de denunciarlo inmediatamente.[22]

- El sistema evita diversos tipos de fraude electoral, como ser “voto hormiga” o “voto cadena” ya que las boletas son únicas y se imprimen en el momento del sufragio, no se pueden dar de antemano.[21]

- No puede existir faltantes de boletas debido a que la boleta se imprime con la selección en la computadora. Esto también produce que las elecciones sean más económicas para los partidos.[23]

- Evita que las actas de escrutinio sean confeccionadas con errores[24]

- No da lugar a interpretación sobre la nulidad o no del voto.[25]

- Da rapidez al escrutinio provisorio, pudiéndose conocer en pocas horas y evita que se confeccionen actas con errores.[26]

- Cuando el recinto de votación dispone de dos máquinas para una misma mesa electoral, el proceso de votación resulta ágil dado que puede haber dos electores votando simultáneamente sin que se formen largas filas de votantes a la espera de su turno.[26]

- Es accesible para personas no videntes, debido a que tiene un sistema auditivo con auriculares para que puedan emitir sus votos.

- Recuperación de votos ante contingencia de equipos: “”al no guardar información alguna las computadoras””, la información se guarda en las boletas. Por tanto, la contingencia o desperfectos en las computadoras no afecta la elección de ninguna manera. Se puede reemplazar la computadora fácilmente por otra y continuar el acto eleccionario.[27]

- Es un sistema ecológico ya que se reduce el uso de papel.[28]

## Críticas al sistema
La ONG Poder Ciudadano ha formulado una serie de críticas y recomendaciones al sistema a partir de la elección del 12 de abril en la Provincia de Salta:
- Desconfianza sobre el código fuente que no es público. Por el desconocimiento del código fuente creció la sospecha de que se podía modificar el voto con un Teléfono inteligente. Sobre esta crítica, si bien realizó una auditoría multipartidaria sobre el código fuente, y se concluyó en que es imposible modificar el voto con un Teléfono inteligente[30]

- Pérdida de privacidad de los electores con dificultades para utilizar el sistema porque necesitan asistencia y capacitación. Se necesita un cambio cultural gradual para que ciertas personas aprendan a usar el sistema.

- La posibilidad de que las boletas cuenten con impresiones ocultas incluso en el troquel que se le entrega a la autoridad de mesa.[31]

- Las boletas cuentan con un número de identificación único grabado en el chip RFID. Este no se puede borrar ni cambiar por lo que las boletas están numeradas. Por lo general estas son entregadas secuencialmente por las autoridades de mesa a menos que el votante explícitamente pida otra.

- El voto puede leerse con un celular lo que permitiría nuevos métodos de compra de votos verificados por el celular.

Respecto de las PASO antes mencionada, el Frente Opositor, Romero-Olmedo, afirmó públicamente que se habían registrado irregularidades técnicas imputables a Magic Software Argentina S.A, la empresa prestadora del servicio y mencionó la interrupción en la publicación de los resultados electorales, sumado a “la cantidad de máquinas que se cambiaron”, pero no pidió la impugnación de las elecciones.
Entre las mismas se encontraban:
- Desperfecto de un 20% de las computadoras. A pesar de que ocurran desperfectos, al no guardar información, las elecciones no pierden validez. En CABA al fallar estas máquinas los votos con las máquinas debieron ser transportados en taxi hasta la Legislatura para terminar el conteo.

- Casos en los que los votos impresos eran distintos a los emitidos. Dichas denuncias, causarían la impugnación inmediata de la mesa según las leyes electorales provinciales. No se ha comprobado ninguna aún.

## Opinión de la Cámara Nacional Electoral Argentina
Mediante la Acordada 100/2015 la Cámara Nacional Electoral Argentina manifestó su desacuerdo con soluciones tecnológicas como la BUE por entender que genera una dependencia del Estado con una empresa privada quitando soberanía política. Para esto citó los casos de Alemania, Austria y Holanda como referencia.
A su vez instó a utilizar el sistemas de Boleta Única Papel, citando haciendo mención de su uso a las personas privadas de libertad y los electores que viven en exterior.

## Descripción de los equipos
Las computadoras son equipos que tienen un sistema de memoria volátil, es decir que cuando se corta la energía se elimina la información que contienen: dado que los equipos cuentan con batería de 12 horas pueden almacenar en la memoria volátil durante ese tiempo (o más dependiendo de lo que consuma el equipo). El hecho de contar con memoria (aunque esta sea RAM) hace que el equipo no sea válido según lo dispuesto en el decreto reglamentario de la ley de Boleta Única Electrónica.
La única información que almacenan las máquinas es de las boletas disponibles, las cuales son cargadas por las autoridades de mesa con un CD que se les entrega al iniciar la elección.
Los equipos utilizan como sistema operativo la distribución de Linux Ubuntu y el software del sistema llamado "Vot.Ar", fue desarrollado con los lenguajes Python y Javascript por la empresa Magic Software Argentina S.A.

## Divulgación del código fuente y problemas de Seguridad
La divulgación del código no necesariamente es algo negativo dado que permite su auditoría pública, pero en este caso dicha divulgación no se hizo por propia voluntad de la empresa sino que fue llevada a cabo por usuarios desconocidos en Internet.
El 26 de junio de 2015 se hizo pública la filtración de los certificados SSL que envían la información de datos provisorios: dicha información fue comunicada a la empresa proveedora del servicio por un programador que el 3 de junio de 2015 sufrió un allanamiento en su domicilio, que posteriormente sería repudiado por la Fundación Vía Libre, a la vez que era criticado por Jorge Lanata en el programa Periodismo Para Todos, donde hizo una comparación entre un "hacker de buena fe" y un periodista.
El 3 de julio de 2015 se reportó la posibilidad de realizar múltiples votos con una misma boleta (la vulnerabilidad se denominó MultiVoto), este problema fue documentado La firma que implementó la plataforma que se usa en la votación afirmó que al no haber cuarto cerrado tal alteración sería casi imposible de implementar, pues la votación se hace a la vista de las autoridades de mesa y el votante puede comprobar que lo registrado en forma digital coincide con lo que está impreso en la boleta y al hacer el escrutinio los fiscales pueden comprobar, uno a uno, que los votos en papel coincidan con los registrados en forma digital. Una vez que se cierra la votación, el presidente de mesa abre la urna y verifica que las boletas electrónicas coincidan con la cantidad de votantes que asistieron. Todos los integrantes de la mesa podrán fiscalizar que lo que lee la máquina coincide con lo que está impreso en la boleta.

## Historia en la Argentina
El Sistema de Voto electrónico fue probado e implementado por primera vez en la Provincia de Salta durante el gobierno de Juan Manuel Urtubey.
La primera experiencia fue en 2009 con 12.661 electores. 
Según la ONG Cippec (Centro de Implementación de Políticas Públicas para la Equidad y el Crecimiento), un 95% de los salteños considera el sistema de fácil uso.
En abril de 2011, un 33% de las mesas para la Elección de Gobernador de Salta utilizaron dicho sistema. 
A partir de las experiencias y pruebas, se sancionó en la Provincia de Salta en 2012, la ley 7730, que regula la implementación del sistema de Boleta Única Electrónica. 
Por tanto, en las elecciones del 6 de octubre de 2013, del 10 de noviembre de 2013 y del 12 de abril de 2015 en la provincia de Salta, un 100% del padrón votó con este sistema.
A partir de la experiencia salteña, la Ciudad autónoma de Buenos Aires implementó el sistema en las elecciones a Jefe de Gobierno a realizadas en julio de 2015.
También se ha criticado la falta de capacitación de la población para utilizar este sistema, especialmente en la Ciudad de Buenos Aires, donde nunca había sido utilizado anteriormente. Una semana antes de las generales se detectó una filtración de los certificados SSL de los terminales que envían los datos de escrutinio al centro de cómputos y deficiencia en los servidores que dependen de la empresa Magic Software Argentina, contratada por el gobierno porteño. Un día antes de las elecciones efectivos de la Policía Metropolitana allanaron la casa de Joaquín Sorianello, el técnico informático que había detectado y denunciado públicamente las múltiples fallas en el sistema de carga de datos del voto electrónico, lo que éste consideró como «un apriete». Finalmente la justicia dio la razón a Sorianello y fue sobreseído por el fallo del juez donde se especificaba que las acciones del técnico contribuyeron a la seguridad del sistema por medio de ethical hacking. También fueron descubiertas otras irregularidades denunciadas entre otros por la fundación Vía Libre. En la comuna 14, que abarca el barrio de Palermo hubo más votos que electores, en la comuna catorce hay una diferencia de varios cientos de votos y personas. Beatriz Busaniche, de Fundación Vía Libre, aseguró que «fallaron todos los resguardos institucionales» en la implementación, denunciándose sospechas de fraude generalizado. Se denunció que Rodríguez Larreta no tenía información a las 9 de la noche, cuando se proclamó ganador de los comicios, ya que hubo más de 500 mesas que no se cargaron hasta la madrugada. En la Comuna 13 se detectó que había 30 mil votos sobrantes. Después se explicó que cuando cargaron los datos se equivocaron con los totales de los electores, se denunció que había 20 puntos entre el primer candidato y el otro, y luego un punto de diferencia.
Delia Ferreira (presidenta de Transparencia Internacional) afirmó que el cambio de nombre de sistema, comienzos de 2008 "Voto Electrónico" a "Boleta Única Electrónica" en 2014, se hizo principalmente para evitar una votación en la Legislatura de la Ciudad de Buenos Aires ya que cambiando la terminología el gobierno de Cambiemos pudo implementar el sistema evitando controles estatales adicionales.

## Otras implementaciones del sistema
El Sistema se utilizó en las elecciones de la asamblea especial del Club Universitario de Buenos Aires realizadas el 5 de noviembre de 2018 en las que se decidió la modificación del estatuto que actualmente permite que las mujeres puedan ser Socias Activas, gozando de los mismos derechos que los Socios varones.
Anteriormente se utilizó en nueve ediciones de los Premios Martín Fierro (2004-2012) y en diversas elecciones de colegios profesionales, sindicatos, centros y comisiones vecinales, entre otros.